# 스테파노스 흐리스토풀로스
스테파노스 흐리스토풀로스(그리스어: Στέφανος Χρηστόπουλος, 1876년 ~ ?)는 그리스의 레슬링 선수이다.
흐리스토풀로스는 아테네에서 열린 1896년 하계 올림픽에 참가했다. 그는 1라운드에서 헝가리의 터퍼비츠저 몸칠로에게 이기고 준결승에 진출해서 팀동료인 게오르기오스 치타스와 맞붙었다.그는 경기에서 어깨 부상을 당했으며 치타스가 그를 던져서 경기에서 패배했다. 그는 치타스와 독일의 카를 슈만의 뒤를 이어서 3위로 경기를 끝맞혔다.